# Lepidoserica polyphylla
Lepidoserica polyphylla är en skalbaggsart som beskrevs av Moser 1920. Lepidoserica polyphylla ingår i släktet Lepidoserica och familjen Melolonthidae. Inga underarter finns listade i Catalogue of Life.